# هرشی کمپانی

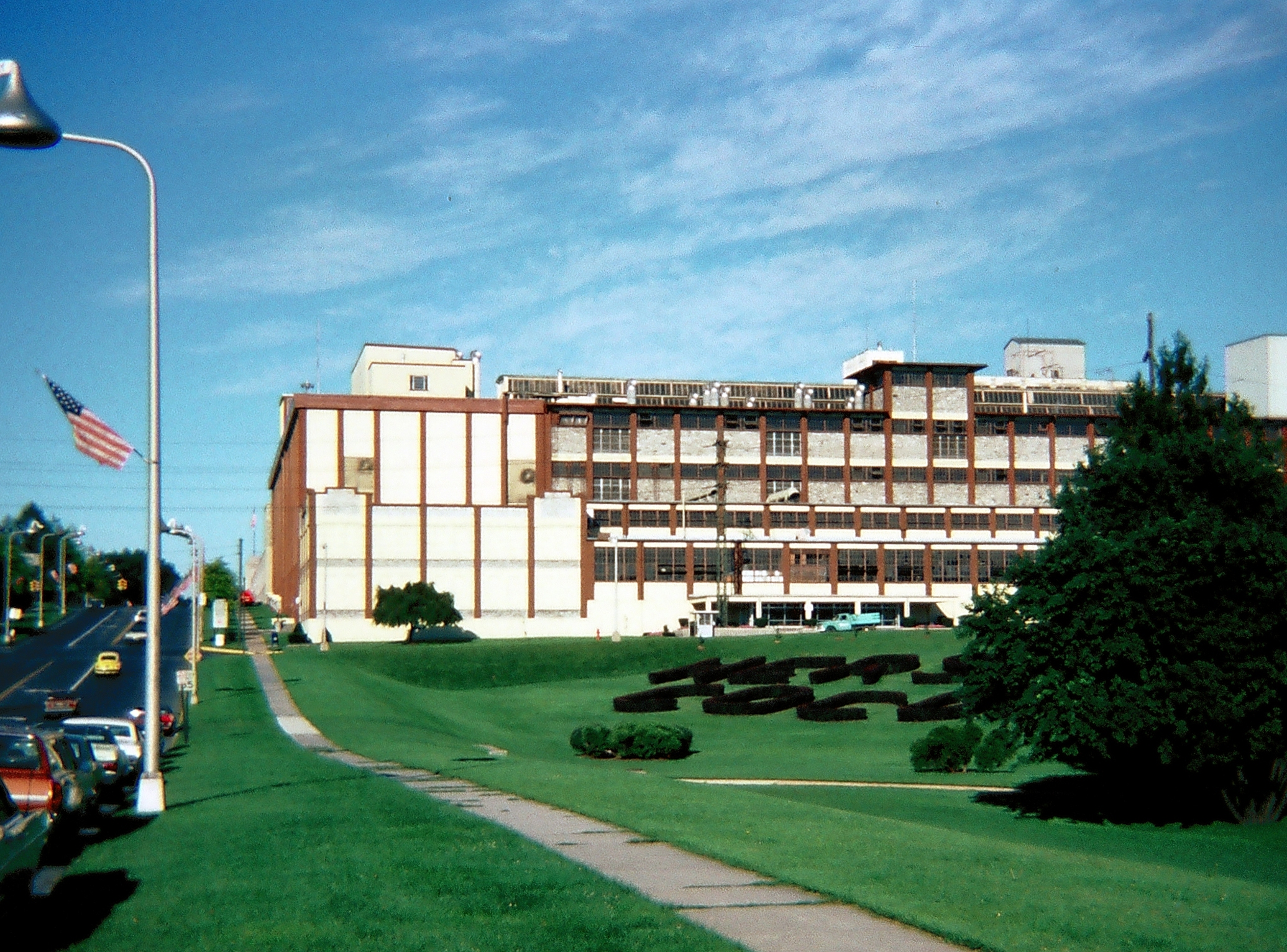
کارخانه هرشیز، در پنسیلوانیا

هرشی کمپانی (به انگلیسی: Hershey Company) یا هرشیز شرکت صنایع غذایی آمریکایی است، که تمرکز اصلی آن بر تولید و توزیع انواع شکلات، فراورده‌های قندی، کارامل، بادام زمینی، پرتزل و چیپس سیب‌زمینی معطوف می‌باشد. 
شرکت هرشیز در سال ۱۸۹۴ توسط میلتون اس. هرشی در شهر لنکستر، پنسیلوانیا تأسیس شد و در حال حاضر بزرگترین تولیدکننده انواع شکلات در آمریکای شمالی می‌باشد، همچنین در رتبه ششم از بزرگترین تولیدکنندگان شکلات در جهان قرار دارد و محصولاتش را در ۶۰ کشور جهان عرضه می‌کند.
دفتر مرکزی این شرکت در شهر هرشی، پنسیلوانیا، در حومه فیلادلفیا قرار دارد و بخشی از سهام آن در بازار بورس نیویورک معامله می‌شود.